# Bartłomiej Wołoszyn
Bartłomiej Wołoszyn, né le 9 août 1986, à Stalowa Wola, en Pologne, est un joueur polonais de basket-ball. Il évolue au poste d'ailier.

## Palmarès
- Coupe de Pologne 2007